# クリス・イートン
クリス・イートン（Chris Eaton、1958年9月16日 - ）は、クリフ・リチャード、エイミー・グラント、ジャシー・ベラスケスなどの歌手のために曲を書いたイギリスのコンテンポラリー・クリスチャン・シンガーソングライターである。

## 略歴
スタッフォードシャーのセッジリーで生まれたイートンは、ソロ・キャリアに至る前は1980年代のバンド、リリックス (Lyrix)とマーク・ウィリアムソン・バンドのメンバーを務めた。彼はアルバムを宣伝するためにアメリカ合衆国をツアーし、1998年にアート・ガーファンクルのオープニング・アクトとしてヨーロッパをツアーした。また、ロジャー・ダルトリーの1987年のソロ・アルバム『今宵、シネマで』に取り組み、バック・ボーカルを歌った。
イートンはクリフ・リチャードの1990年にイギリス・クリスマス・ナンバーワン・シングル「Saviour's Day」を作曲し、イートンの「Breath of Heaven」のバージョンを録音したエイミー・グラントをはじめ、他のコンテンポラリー・クリスチャン・ミュージックのアーティストによって演奏された曲も書いている。また、「On My Knees」や「God So Loved」など、ジャシー・ベラスケスの数曲を書き、2枚のアルバムを制作した。

## 私生活
イートンは2009年5月にシンガーソングライターのアビー・スコットと結婚した。以前、ジルという女性と結婚していたが、1990年に破局していた。

## ディスコグラフィ

### リーダー・アルバム
- 『ヴィジョン』 - Vision (1986年)
- Wonderful World (1995年)
- 『クルーシン』 - Cruisin' (1997年) ※北米では『What Kind of Love』としてリリース
- Dare to Dream (2008年)

### 楽曲提供アーティスト
他のアーティストがアルバムのために録音した、数多くの曲をイートンは作曲した。以下は、それらの一部である。
クリフ・リチャード
- 1981年: Wired for Sound "Lost in a Lonely World" and "Summer Rain"
- 1982年: Now You See Me, Now You Don't "Where Do We Go from Here"*, "Little Town"*[6] (rearrangement of "O Little Town of Bethlehem") and "Discovering"
- 1987年: Always Guaranteed "Under Your Spell"
- 1989年: Stronger "Joanna"
- 1990年: From a Distance: The Event "Saviour's Day"*[7] and "All the Time You Need"
- 2001年: Wanted "Let Me Be the One"*
- 2003年: Cliff at Christmas "Santa's List"*[8]
- 2004年: Something's Goin' On "For Life", "I Don't Wanna Lose You" and "Faithful One"
- 2015年: 75 at 75 "Golden"*
- 2018年: Rise Up "Reborn"*
- 2020年: Music... The Air That I Breathe "Falling for You"*

エイミー・グラント
- 1985年: Unguarded "Sharayah"
- 1992年: Home for Christmas "Breath of Heaven"* and "Emmanuel, God With Us"
- 1991年: Heart in Motion "Hats"

ジャシー・ベラスケス
- 1996年: Heavenly Place "On My Knees"
- 1998年: Jaci Velasquez "God So Loved"*

マイケル・イングリッシュ
- 1991年: Michael English "Do You Believe in Love"

ラス・タフ
- 1985年: Medals "Here I Am," "How Much It Hurts" and "Vision"
- 1987年: Russ Taff "Believe in Love"

ダイアモンド・リオ
- 2009年: The Reason "Into Your Hands" and "Just Love"

インペリアルズ
- 1985年: Let the Wind Blow "In the Promised Land"
- 1987年: This Year's Model "Outlander" and "Warriors"

Military Voices
- 2014年: "1914 - The Christmas Truce"* (feat. Abby Scott, Flt Lt Matt Little, the Raf Spitfire Choir & William Inscoe)[9][10]

付記: *マークは、シングルとしてリリースされた曲を示す